# Mariä Sieben Schmerzen

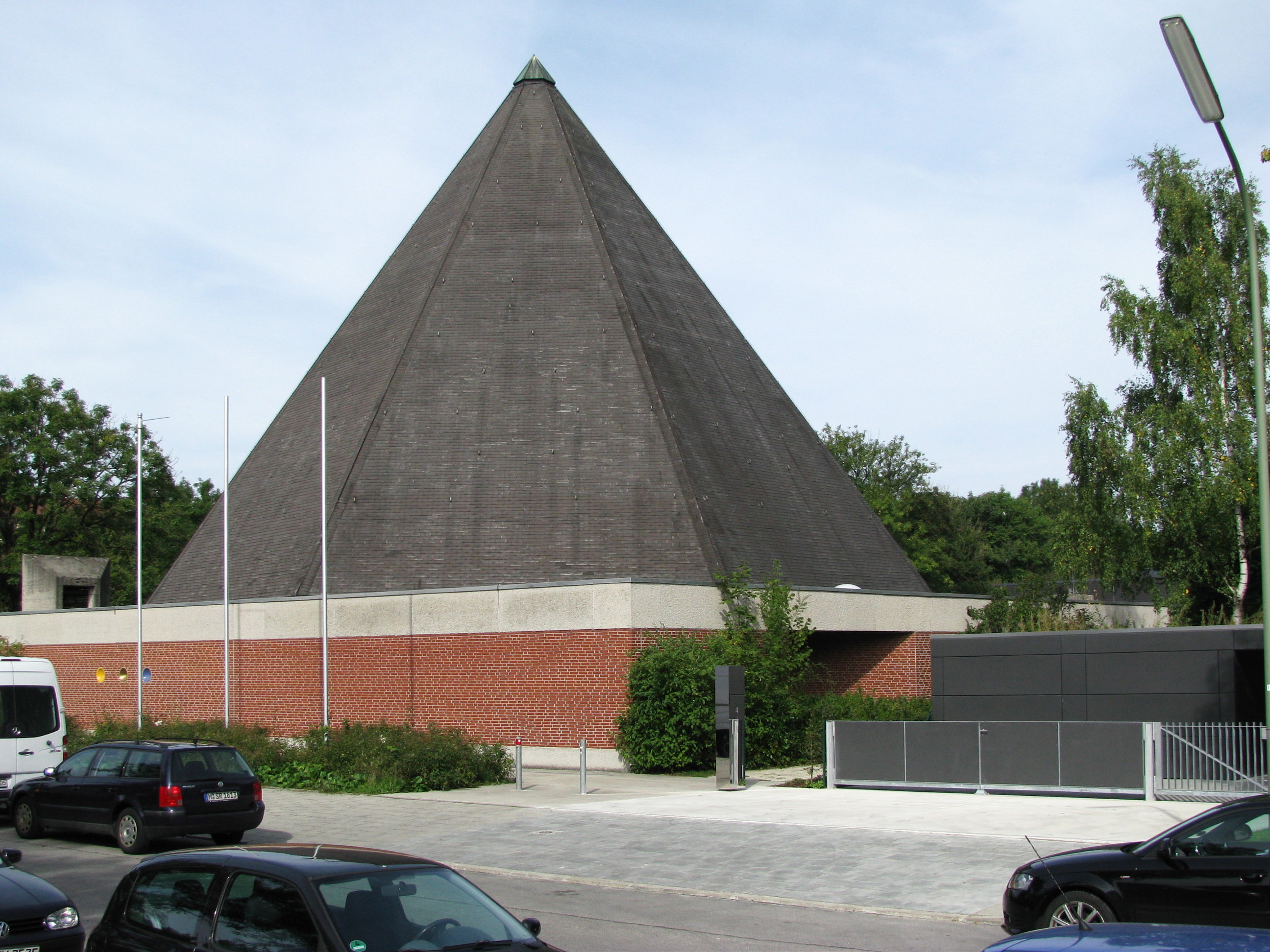
Mariä Sieben Schmerzen

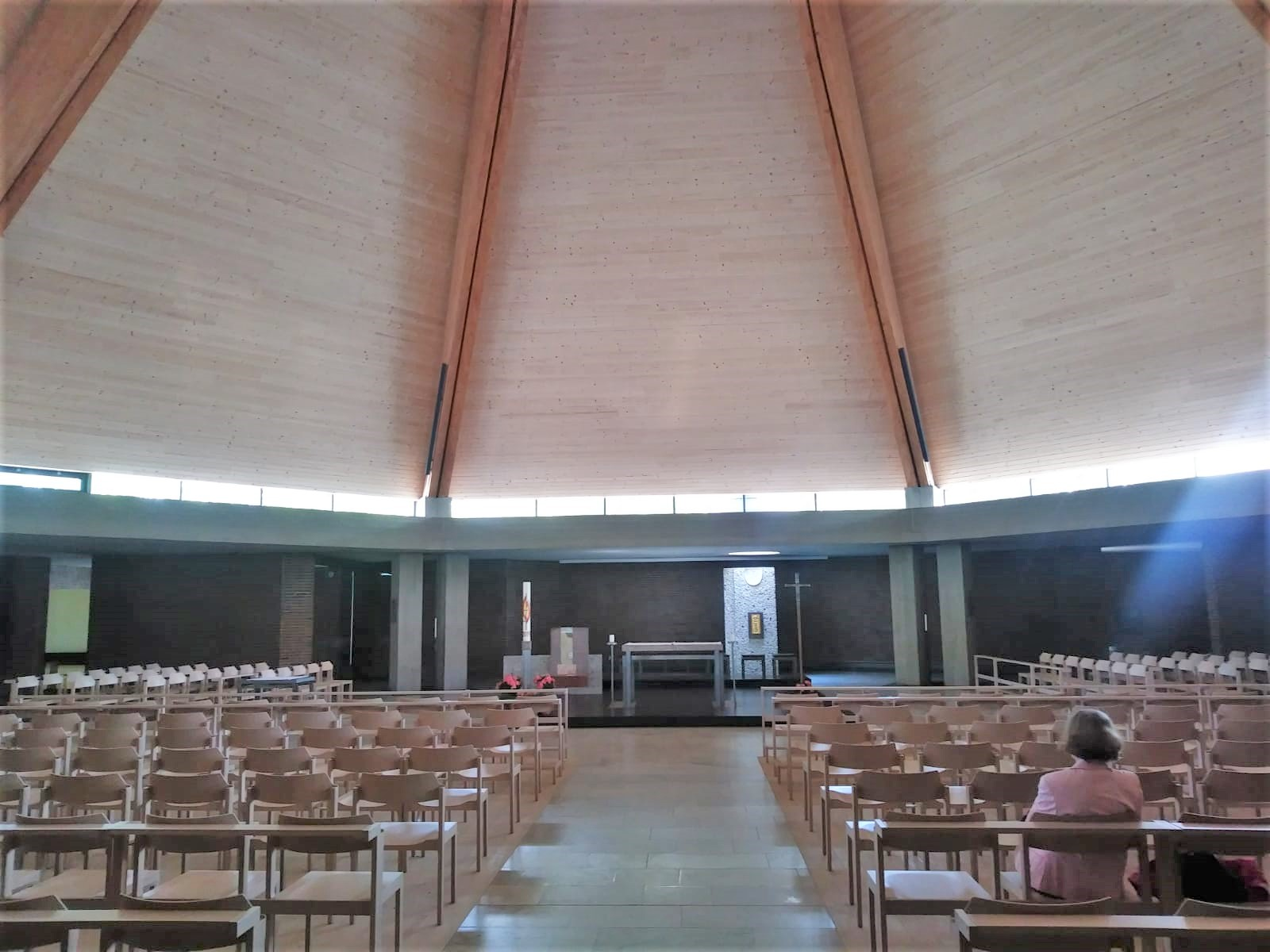
Innenansicht

Mariä Sieben Schmerzen ist eine römisch-katholische Kirche in der Thelottstraße 28 in München-Hasenbergl und eine Sieben-Schmerzen-Kirche. 

## Beschreibung
Das Kirchengebäude wurde 1969–1970 von Franz Ruf gebaut.
Neben der Kirche ist die Diakonieeinrichtung Lichtblick Hasenbergl.
Die Kirche ist ein Ort des Kulturgeschichtspfads Feldmoching-Hasenbergl.